# Daniela-Carmen Crăsnaru
Carmen Daniela Crăsnaru (n. 14 aprilie 1950, la Craiova) este scriitoare, traducătoare, diplomat cultural și om politic din România și are la activ o impresionantă producție literară care cuprinde poezie, proza și proză scurtă precum și poezie pentru copii. A tradus în limba engleză și este laureată a unor premii importante, printre care Premiul Academiei Române pentru întreaga activitate (1991) și Premiul pentru literatură al Fundației Rockefeller (1994).  
Daniela Crăsnaru a fost aleasă deputat, pe listele FSN, în legislatura 1990-1992. Devine membru PNL, vicepreședinte și președinte al Consiliului Național al partidului. A fost director adjunct al Accademia di Romania din Roma în perioadele 2001-2009 și 2013-2017.  

## Biografie
S-a născut în Craiova la 14 aprilie 1950 într-o veche familie de farmaciști. După instaurarea regimului comunist în România, bunicii materni au fost deportați în Bărăgan, iar părinților le-a fost confiscată casa și farmacia.
Daniela Crăsnaru urmat cursurile Liceului „Nicolae Bălcescu " din Craiova, încheiate în 1969, a absolvit Facultatea de Filologie a Universității din Craiova, secția română-engleză (1973) și a urmat cursuri postuniversitare de ziaristică și tehnica edițiilor (1974), în cadrul Academiei de Studii Sociale și Ziaristică din București. Și-a continuat apoi pregătirea profesională la Universitatea Yowa (SUA) International Writing Program, urmând cursuri de Relații Culturale Internaționale absolvite cu diploma "Honorary Fellow in Writing" (1993).

#### Activitate literară și jurnalistică
A debutat cu versuri în revista „Ramuri” și în ziarul „Scînteia tineretului” (1967), iar editorial cu volumul „Lumină cât umbră” (1973). A primit Premiul Uniunii Scriitorilor în 1979 pentru volumul „Crângul hipnotic”. A devenit redactor de poezie la Editura "Eminescu" (1973-1987). Între 1990 și 2001 a condus Editura "Ion Creangă". 
A publicat versuri în mai multe reviste literare, cum ar fi „Luceafărul”, „Ateneu”, „Contemporanul”, „Cronica” și a scris numeroase volume de poezie, proză scurtă, cărți pentru copii, bine primite de public și de critică. 
A avut rubrici permanente în diverse publicații, cum ar fi „Pata de culoare” în SLAST (1987-1989) și Cotidianul (1995-1997),  "Extrem feminin" în Pro Sport Magazin (1999) și a fost co-realizator al emisiunii „Interzis bărbaților” de la Tele 7 abc între 1996 și 1998.                                                                                     

#### Activitate politică și diplomatică
Daniela Crăsnaru a fost deputat în legislatura 1990-1992, ales în municipiul București pe listele FSN. În 1991  a părăsit grupul parlamentar FSN și a aderat la PNL-AT, devenit ulterior PL '93. Pe durata mandatului său a fost membru în Comisia pentru cultură, arte, mijloace de informare în masă precum și în grupurile parlamentare de prietenie cu Republica Polonă și Regatul Unit al Marii Britanii și Irlandei de Nord și a făcut parte din Consiliul pentru Refacerea PNL, care a urmărit și realizat înlăturarea lui Radu Câmpeanu de la conducerea partidului, considerat instrument al foștilor comuniști, respectiv întoarcerea PNL în Convenția Democrată Română.
Rămâne activă pe scena politică și după terminarea mandatului de deputat, și ocupă între 1996-1997 funcția de președinte al Consiliului National PL'93. PL '93 fuzionează cu PNL în 1998, iar în 2000 este candidatul numărul unu al PNL Craiova pentru senat, fără a obține însă victoria.
După anul 2000, Daniela Crăsnaru se dedică diplomației culturale și ocupă, în perioadele 2001-2009 și 2013-2017, funcția de director adjunct al Accademia di Romania din Roma.

#### Controverse
În 2009 scriitoarea s-a regăsit inclusă în „Antologia rușinii” a lui Virgil Ierunca, alături de alte nume celebre precum Herta Muller, Nichita Stănescu ș.a., fiind acuzată că ar fi publicat o poezie omagială. Daniela Crăsnaru a protestat întotdeauna vehement împotriva acestei acuzații, afirmând că textele de acest gen erau scrise direct de redacții și semnate cu diverse nume fără acordul autorilor.

## Opera

#### Poezie
- Lumină cât umbră (Eminescu, 1973)
- Spațiul de grație (Eminescu, 1976)
- Crângul hipnotic (Eminescu, 1979)
- Vânzătorul de indulgențe (Albatros, 1981)
- Șaizecișinouă poezii de dragoste (Eminescu, 1982)
- Niagara de plumb (Eminescu, 1984)
- Leii din Babilon (Kriterion, 1985)
- Emisferele de Magdeburg (Cartea Românească, 1987)
- Fereastră în zid (Scrisul Romînesc, 1988)
- 69 poezii de dragoste (Albatros, 1998)
- Austerloo (Albatros, 1998 & 2000)

#### Poezie pentru copii
- Carte pentru fata Gu, o fetiță cum ești tu (Ion Creangă, 1982)
- Poezii-jucării pentru cei mai mici copii (Ion Creangă, 1985; Paralela 45, 2009)
- O poveste cu mult soare despre cum te faci tu mare (Ion Creangă, 1987)

#### Proză scurtă
- Marele Premiu (ed Eminescu 1983)
- Pluta Răsturnată (ed Albatros 1990)

#### Roman
- Bariera de dincolo de zid (Paralela 45, 2013)

- Fata care a plâns (Paralela 45, 2014)

#### Antologii
- Poezii – antologie (1973  - 2002) Opera Omnia (ed.Tracus Arte 2016)
- "Testament - Antologie de Poezie Română Modernă - Ediție Bilingvă Engleză/Română" / "Testament - Anthology of Modern Romanian Verse - Bilingual Edition English/Romanian" (Daniel Ioniță - Editura Minerva 2012).
- Antologiile bilingve de poezie contemporană română și suedeză Corespondențe lirice și Noi corespondențe lirice, realizate de Dan Shafran la Editura Fundației Culturale Române în anii 1997 și 2002.
- Antologia greacă de lirică românească feminină[nefuncțională]
.
- Antologia poetilor tineri de Laurentiu Ulici Antologia Poeților tineri de Laurențiu Ulici.

#### Cărți apărute în traducere
- "Letters from Darkness", (1991, Oxford University Press), nominalizată ca cea mai bună carte din anul 1991 în Marea Britanie.
- "Pluta Răsturnată", (1995, Arena Publishing House, Olanda)
- "Leii din Babilon" (Lions in Babylon) - tradusă și în ungară
- "Sea-Level Zero", (1999, BOA Press, SUA)
- "The Grand Prize and Other Stories" (2001, Northwestern University Press),
- "Austerloo ed altre battaglie" (2008, Pagine, Italia)
- "Austerloo" (2013, Ellerströms förlag, Suedia).

## Premii și distincții
- Premiul Uniunii Scriitorilor pentru poezie (selecție) 1979, 1982, 1983, 1992
- Premiul Academiei Romane pentru întreaga operă,1991
- Premiul Fundației Rockefeller pentru literatură, 1994
- Diploma de Cavaler de Onoare al Scrisului,Yowa, SUA 1995
- Premiul revistei americane "International Quarterly-Crossing Boundaries Award, 1997
- Premiul Academiei Americane de Poezie pentru carte a "Sea-Level-Zero", 2000
- Premiul Cartagia pentru poezie, Spania, 2003
- Pe data de 7 februarie 2004, Președintele Ion Iliescu a decretat că se conferă poetei Daniela-Carmen Crăsnaru ordinul "Meritul Cultural" în grad de comandor, categoria A Literatură  Arhivat în 28 aprilie 2010, la Wayback Machine..